# Når englene sover
|  | Denne artikel er oprettet af botten Steenthbot ud fra en ekstern database. Den kan derfor have sproglige fejl eller mangler. Denne skabelon kan fjernes efter kontrol af indholdet. |

Når englene sover er en dansk kortfilm fra 2016 instrueret af Rasmus Doolengs.

## Handling
I 1965 sidder Jakob på en bar i København. Mørket har sænket sig over byen, og grumme sandheder kravler frem i ly af nattens mørke. Hans gæld er stor, og fremtiden ser sort ud. Han har ingen muligheder for at betale gælden af. Eller har han? Det er svært at sige, når englene sover.

## Medvirkende
- Martin Hall
- Line Testmann